# شیزر (سوریه)
شیزر (به عربی: شیزر) یک محوطه باستانی و روستا در سوریه است که در منطقه محرده واقع شده‌است. شیزر ۵٬۹۵۳ نفر جمعیت دارد.